# الحسانية (جزين)
الحسانية قرية لبنانية تقع في قضاء جزين، محافظة الجنوب.

## السكان
في عام 2014، شكل المسيحيون 98.70% من الناخبين المسجلين في الحسانية. وكان 80.73% من الناخبين من الروم الكاثوليك و 13.80% من الكاثوليك الموارنة.